# الحرب البيلوبونيزية الأولى
الحرب البيلوبونيزية الأولى (460-445 قبل الميلاد) حرب نشبت بين الاتحاد البيلوبونيزي بقيادة أسبرطة وحلفائها، من أبرزهم ثيفا، والحلف الديلي بقيادة أثينا وبدعم من آرغوس. تألفت هذه الحرب من سلسلة من الصراعات والحروب الصغيرة، مثل الحرب المقدسة الثانية. هناك عدة أسباب لاندلاع الحرب، من ضمنها: بناء الأسوار الأثينية الطويلة وانشقاق ميغارا والحسد والقلق اللذين شعرت بهما أسبرطة من تعاظم الإمبراطورية الأثينية.
بدأت الحرب البيلوبونيزية الأولى في عام 460 قبل الميلاد بمعركة أوينوي حيث هُزمت القوات الأسبرطية أمام الحلف بين أثينا وآرغوس. في البداية أبلى الأثينيون بلاء حسنًا في القتال، إذ فازوا في الاشتباكات البحرية بفضل أسطولهم المتفوق. وكانوا أيضًا أفضل في القتال برًّا، حتى عام 457 قبل الميلاد عندما هزم الأسبرطيون وحلفاؤهم الجيش الأثيني في تاناغرا. ومع ذلك، شنّ الأثينيون هجومًا مضادًا وحققوا انتصارًا ساحقًا على البيوتيين في معركة أوينوفيتا وأتبعوا هذا الانتصار بغزو كل بيوتيا باستثناء ثيفا.
وطّدت أثينا موقعها أكثر بجعل أجانيطس عضوًا في الحلف الديلي وبتدمير بيلوبونيز. هُزم الأثينيون عام 454 قبل الميلاد أمام الفرس في مصر ما دفعهم إلى الدخول في هدنة مدتها خمس سنوات مع أسبرطة. ومع ذلك، اندلعت الحرب مرة أخرى في عام 448 قبل الميلاد مع بداية الحرب المقدسة الثانية. في عام 446 قبل الميلاد، ثارت بيوتيا وهزمت الأثينيين في معركة كورونيا واستعادت استقلالها.
انتهت الحرب البيلوبونيزية الأولى بعقد اتفاق بين أسبرطة وأثينا صُدِّق عليه بتوقيع سلام الثلاثين عامًا (شتاء 446-445 قبل الميلاد). وفقا لأحكام معاهدة السلام هذه، حافظ الطرفان على الأجزاء الرئيسية من إمبراطوريتهما. واصلت أثينا سيطرتها على البحر بينما سيطرت أسبرطة على البر. عادت ميغارا إلى الاتحاد البيلوبونيزي وأصبحت أجانيطس عضوًا دافعًا للترفيد -ولكن مستقل- في الحلف الديلي. تجدّدت الحرب بين الحلفين في عام 431 قبل الميلاد، ما أدى إلى اندلاع الحرب البيلوبونيزية الثانية التي انتهت بانتصار أسبرطي حاسم، إذ احتلت أسبرطة أثينا عام 404 قبل الميلاد.

## الأصول والأسباب
قبل عشرين عامًا من اندلاع الحرب البيلوبونيزية الأولى، قاتلت أثينا وأسبرطة جنبًا إلى جنب في الحروب الفارسية اليونانية. في تلك الحرب، سيطرت أسبرطة على ما يسميه الباحثون المعاصرون الحلف الهيليني والقيادة الشاملة في الانتصارات الحاسمة في عامي 480 و 479 قبل الميلاد. لكن القيادة الأسبرطية على مدى السنوات العديدة التالية أثارت استياء القوى البحرية اليونانية التي تولت القيادة في شن الحرب ضد الأراضي الفارسية في آسيا وبحر إيجة، وبعد عام 478 قبل الميلاد تخلى الأسبرطيون عن قيادتهم لهذه الحملة. ازداد حذر أسبرطة من قوة أثينا بعد أن قاتلوا جنبًا إلى جنب لطرد الفرس من أراضيهم. عندما شرعت أثينا في إعادة بناء أسوارها وقوتها البحرية، خشيت أسبرطة وحلفاؤها من تعاظم أثينا. صعّبت السياسات المختلفة على أثينا وأسبرطة تجنب إشعال فتيل الحرب، إذ أرادت أثينا توسيع أراضيها وأرادت أسبرطة تفكيك النظام الأثيني الديمقراطي.
في غضون ذلك، كانت أثينا تثبت نفسها على الساحة الدولية، وكانت حريصة على تولي القيادة في بحر إيجة. وكان الأثينيون قد أعادوا بناء أسوارهم مسبقًا ضد رغبة أسبرطة المعلَنة. في العامين 479 و 478 قبل الميلاد، أدت أثينا أيضًا دورًا أكثر نشاطًا في حملة بحر إيجة. في شتاء 479-478 قبل الميلاد، قبلوا قيادة حلف جديد، الحلف الديلي، في مؤتمر للمدن الإيونية والإيجية في ديلوس. أعاد الأثينيون تشييد أسوارهم سرًا بناءً على إلحاح ثيميستوكليس الذي أقنع الأثينيين بأنها أفضل طريقة لحماية أنفسهم. أجّل ثيميستوكليس المحادثات مع أسبرطة من أجل تحديد الأسلحة بإيجاد مشاكل في مقترحات أسبرطة باستمرار، مشيرًا إلى أنها ستجعل أثينا عرضة لعدوان أسبرطة المتفوقة بجنود الهوبليت والتشكيلة السلامية. بعد الانتهاء من بناء الأسوار، أعلن ثيميستوكليس استقلال أثينا عن الهيمنة الأسبرطية وأشار إلى أن أثينا تعرف ما هو في مصلحتها وهي الآن قوية بما يكفي للدفاع عن نفسها. في هذا الوقت، ظهرت إحدى أولى إشارات العداء بين أثينا وأسبرطة في قصة رواها ديودور الصقليّ الذي قال إن الأسبرطيين في عام 475-474 قبل الميلاد فكروا في استعادة الهيمنة على الحملة ضد بلاد فارس بالقوة. استشهد الباحثون المعاصرون عمومًا بهذه القصة -على الرغم من عدم اليقين من تاريخها وموثوقيتها- كدليل على وجود «حزب حرب» في أسبرطة حتى في هذا التاريخ المبكر.
ومع ذلك، سادت العلاقات الودية بين أثينا وأسبرطة لبعض الوقت. أُبعد ثيميستوكليس، الأثيني في الفترة الأكثر ارتباطًا بالسياسة المناهضة لأسبرطة، في وقت ما في أواخر سبعينيات القرن الخامس قبل الميلاد، وأُجبر لاحقًا على الفرار إلى بلاد فارس. حلّ مكانه الجنرال الأثيني ورجل الدولة كيمون الذي دافع عن سياسة التعاون بين المدينتين وأدى دور المضيف لأثينا في أسبرطة. ومع ذلك، ظهرت بوادر الصراع. أفاد ثوقيديدس أنه في منتصف ستينيات القرن الخامس قبل الميلاد، وعدت أسبرطة بغزو أتيكا خلال تمرد ثاسوس، ولكن الأسبرطيين لم يتمكنوا من الوفاء بوعدهم بسبب زلزال وقع في لاكونيا، والذي أدى بدوره إلى اندلاع ثورة الهيلوتس.
تسببت ثورة الهيلوتس في النهاية في الأزمة التي عجّلت اندلاع الحرب. بعد فشل الأسبرطيين في قمع الثورة بأنفسهم، استدعوا جميع حلفائهم لمساعدتهم، وتذرّعوا بعلاقات الحلف الهيليني القديمة. استجابت أثينا للنداء، وأرسلت 4,000 رجل وعلى رأسهم كيمون. لكن سلوكًا ما بدر من القوة الأثينية أو خطبًا في مظهرها أهان الأسبرطيين فصرفوا الأثينيين فقط من بين جميع حلفائهم. دمّر هذا التصرف المصداقية السياسية لكيمون؛ إذ كان كيمون قد تعرّض في السابق لهجوم خصومه الأثينيين بقيادة إفيالتيس، وبعد فترة وجيزة من هذا الإحراج تم إبعاده. كان العداء الأسبرطي واضحًا لا لبس فيه، وعندما ردّت أثينا، تصاعدت الأحداث بسرعة وبلغت ذروتها باندلاع الحرب. أبرمت أثينا عدة تحالفات في تتابع سريع: تحالف مع ثيساليا، الدولة القوية في الشمال؛ وتحالف مع آرغوس، عدو أسبرطة التقليدي منذ عدة قرون؛ وتحالف مع ميغارا، الحليف السابق لأسبرطة الذي أخفق في حرب الحدود مع حليف أسبرطة الأقوى، كورنث. في نفس الوقت تقريبًا، وطّنت أثينا الهيلوتس الذين نُفوا بعد هزيمة ثورتهم في نافباكتوس على خليج كورنث. بحلول عام 460 قبل الميلاد، وجدت أثينا نفسها علانية في حالة حرب مع كورنث وعدة مدن بيلوبونيزية أخرى، وكانت هناك حرب أكبر على وشك الاندلاع.